# 武家名目抄
武家名目抄（ぶけみょうもくしょう）とは、江戸時代後期に江戸幕府の命を受けた和学講学所によって編纂された武家故実書。全381冊。
文化3年（1806年）、大学頭・林述斎より、和学講学所の塙保己一に対して、六国史以後（仁和3年（887年））から江戸幕府成立（慶長8年（1603年））までの実録編纂が命じられ、その史料として武家勃興期よりの職名・武具・文書類についての記録の蒐集と編纂が命じられた。その2年後から必要経費として毎年50両が江戸幕府より和学講学所に支給されている。
文政5年（1822年）、武家故実に関する草稿18冊が提出されたが、同年に保己一が病没（実際には1821年に逝去していた）。やむなく和学講学所の中山信名・松岡辰方らによって校訂が行われた。一時中断するも、1860年頃（万延年間頃）に完成した。
武家勃興期以来の故実を部門別に排列し、その典拠を明示して考証を加えている。部門は職名・称呼・居所・衣服・公事・文書・歳時・儀式・弓箭・甲冑・刀剣・旗幟・輿馬・術芸・軍陣・雑の16部門と付録で構成されている。武家故実の研究においては基本的な資料として後世まで重んじられた。

## 書籍
- 『故実叢書 武家名目抄』
- 塙保己一 編『故実叢書』 第三輯《武家名目抄五》、吉川弘文館、1903年6月7日。NDLJP:771969。